# Gestión forestal sostenible

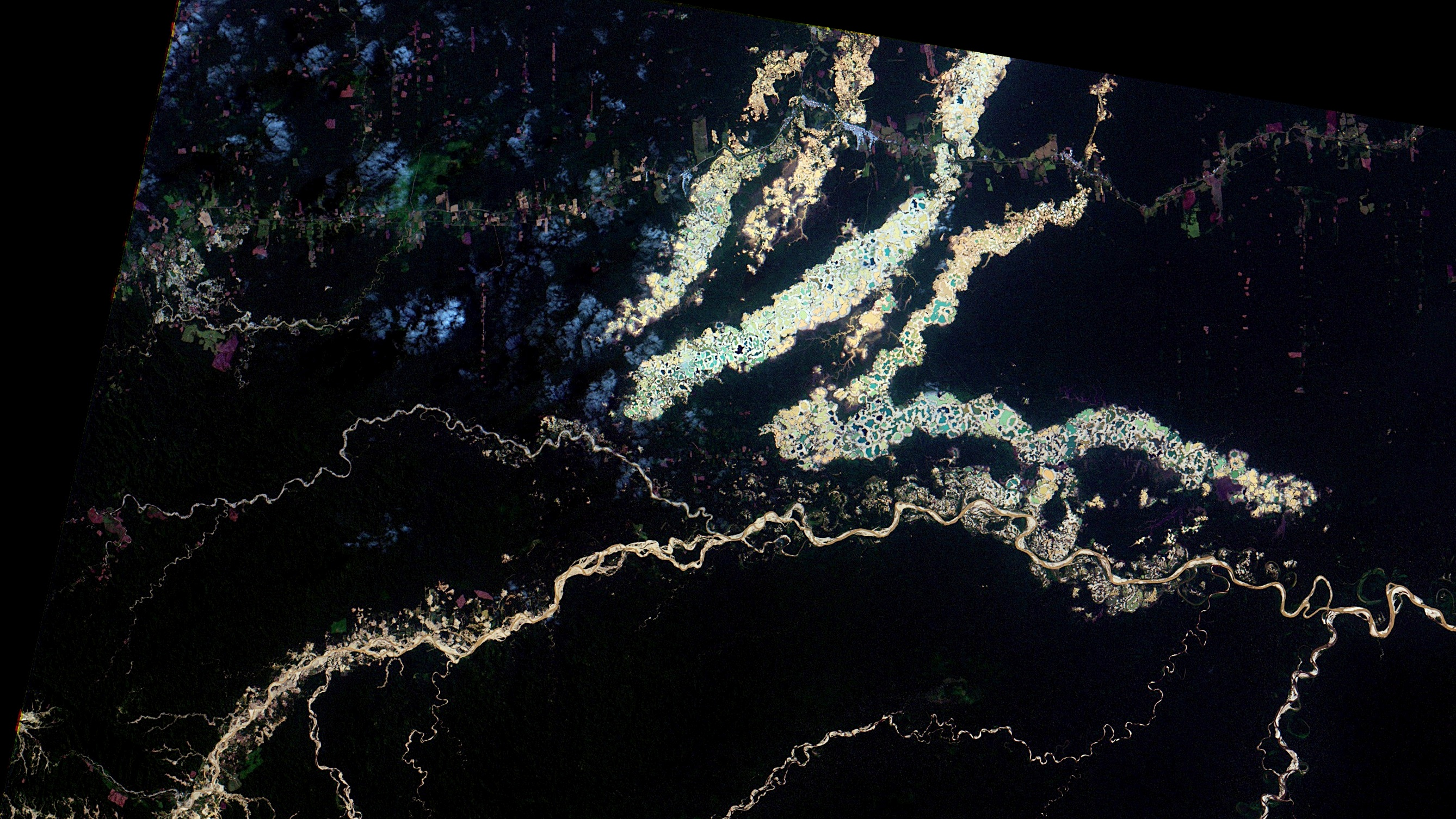
Deforestación de bosque tropical nativo en Perú en una mina ilegal en Madre de Dios, con el fin de extraer oro (2019). Un ejemplo de gestión forestal no sostenible.

La gestión forestal sostenible, gestión sostenible de los bosques o manejo forestal sostenible (SFM por sus siglas en inglés) es la gestión de los bosques de acuerdo con los principios de desarrollo sostenible. La SFM debe mantener el equilibrio entre los tres pilares principales: ecológico, económico y sociocultural. Lograr la SFM proporciona beneficios integrados para todos, que van desde la salvaguardia de las maneras de vivir hasta la protección de la biodiversidad y de los ecosistemas, la reducción de la pobreza rural y la mitigación de algunos de los efectos del cambio climático. Con el calentamiento mundial es necesario gestionar sosteniblemente los bosques, reduciendo su carga de combustible, para evitar incendios catastróficos.
Los "Principios relativos a los bosques" adoptados en la Conferencia de las Naciones Unidas sobre el Medio Ambiente y el Desarrollo (UNCED por sus siglas en inglés) en Río de Janeiro en 1992 establecieron lo que internacionalmente se considera gestión forestal sostenible (SFM). Varios conjuntos de Criterios e indicadores de gestión forestal sostenible han sido desarrollados desde entonces para evaluar la consecución de la SFM a nivel mundial, continental, nacional y local. Todos fueron intentos de desarrollar la normativa y proporcionar una valoración independiente del grado en el cual los objetivos más amplios de SFM se están consiguiendo en la práctica. En 2007, la Asamblea General de las Naciones Unidas adoptó el Instrumento no vinculante sobre todos los tipos de bosques. Dicho instrumento fue el primero de este tipo, y reflejó el fuerte compromiso internacional para promover la SFM a través de un nuevo planteamiento que reúne a todos los actores.

## Definición
La Conferencia ministerial sobre la protección de los bosques en Europa (MCPFE por sus siglas en inglés, también llamada Proceso de Helsinki y, desde 2009, FOREST EUROPE) estableció la siguiente definición de gestión forestal sostenible, que desde entonces ha sido adoptada por la Organización de las Naciones Unidas para la Alimentación y la Agricultura (FAO):
La administración (stewardship) y uso de bosques y terreno forestal de una manera, y a un ritmo, que mantengan su biodiversidad, productividad, capacidad de regeneración, vitalidad y su potencial de cumplir, ahora y en el futuro, sus importantes funciones ecológicas, económicas y sociales, a nivel local, nacional y mundial, sin dañar a otros ecosistemas.
En términos más sencillos, el concepto puede ser descrito como el logro del equilibrio entre las demandas crecientes de productos forestales por parte de la sociedad, y la preservación de la salud y la diversidad de los bosques. Este equilibrio es crítico para la supervivencia de los bosques y la prosperidad de las poblaciones que dependen de ellos.
El concepto no es nuevo. En la página Manejo forestal puede verse que la gestión del bosque siempre ha tenido en cuenta que se debe mantener indefinidamente. Lo que es nuevo es el contexto: en un mundo amenazado por la acumulación de dióxido de carbono (CO2) en la atmósfera, los países desarrollados intentan que las naciones en desarrollo no talen sus inmensas extensiones de selva, lo que liberaría una cantidad de CO2 que provocaría cambios impredecibles. Estas selvas son taladas, no tanto para aprovechar la madera, que también, sino para cultivar la tierra y extraer productos más valorados en el mercado, como soja o aceite de palma.
Para los gestores forestales, gestionar sosteniblemente un bosque específico significa determinar de forma tangible cómo utilizarlo hoy para asegurar en el futuro unos beneficios, una salud y una productividad similares. Los gestores forestales tienen que evaluar e integrar una amplia variedad de factores, a veces conflictivos —comerciales, no comerciales, medioambientales, necesidades locales, incluso impacto mundial— para producir planes forestales sólidos. En la mayoría de los casos, los gestores forestales elaboran sus planes consultando con ciudadanos, empresas, organizaciones y otros interesados, tanto del área donde se encuentra el bosque específico que administran como de las zonas circundantes. Las herramientas de gestión y la visualización han estado mejorando recientemente y permiten una mejor administración.
La FAO, a petición de sus países miembros, desarrolló y lanzó en 2014 el conjunto de herramientas para la gestión forestal sostenible, una colección en línea de herramientas, buenas prácticas y ejemplos de su aplicación para apoyar a los países que intentan aplicar la SFM.
Debido a que los bosques y las sociedades cambian constantemente, el resultado deseado de la SFM no es fijo. Lo que constituye un bosque gestionado sosteniblemente cambiará con el tiempo según vayan cambiando los valores de la gente.

## Criterios e indicadores
Los criterios y los indicadores son las herramientas que se pueden usar para conceptualizar, evaluar y aplicar la SFM. Los criterios definen y caracterizan los elementos esenciales, así como un conjunto de condiciones o procesos por los cuales se puede evaluar la SFM. Los indicadores medidos eriódicamente muestran la dirección del cambio con respecto a cada criterio.
Estos criterios e indicadores son ampliamente utilizados y muchos países elaboran informes nacionales que evalúan su progreso hacia la SFM. Hay 9 iniciativas —internacionales y continentales— de criterios e indicadores, que en conjunto implican a más de 150 países. De ellas, las 3 más avanzadas son:
- la del Grupo de trabajo para criterios e indicadores de conservación y administración sostenible de bosques templados y boreales (llamado también el Proceso de Montreal);
- la de FOREST EUROPE;[9] y
- la de la Organización Internacional de Maderas Tropicales.[10]

Los países que son miembros de la misma iniciativa normalmente acuerdan elaborar informes al mismo tiempo y utilizando los mismos indicadores. Dentro de los países, en el nivel de gestión de la unidad forestal, también se han hecho esfuerzos para desarrollar criterios e indicadores SFM de nivel local. El Centro para la Investigación Forestal Internacional (CIFOR por sus siglas en inglés), la Red Internacional de Modelo Forestal e investigadores en la Universidad de Columbia Británica han desarrollado varias de herramientas y técnicas para ayudar a las poblaciones que dependen de los bosques a desarrollan sus propios criterios e indicadores locales. Los criterios y Los indicadores también forman la base de programas de certificación forestal de terceras partes como los estándares de gestión forestal sostenible del grupo CSA (anteriormente la Asociación Canadiense de Estándares) y el estándar de la Iniciativa de Silvicultura Sostenible (SFI por sus siglas en inglés).
Parece existir un creciente consenso internacional sobre los elementos clave de la SFM. Basadas en los criterios de las 9 iniciativas antes citadas, han surgido 7 áreas temáticas comunes:
- Extensión de los recursos forestales
- Biodiversidad
- Salud forestal y vitalidad
- Funciones productivas y recursos forestales
- Funciones protectoras de los recursos forestales
- Funciones socioeconómicas
- Marco legal, institucional y de políticas

Este consenso en áreas temáticas comunes (o criterios) proporciona eficazmente una definición común, implícita, de gestión forestal sostenible. Las 7 áreas temáticas fueron reconocidas por la comunidad forestal internacional en la cuarta sesión del Foro de las Naciones Unidas sobre los bosques y la 16.ª sesión del Comité para la Silvicultura. Estas áreas temáticas desde entonces forman el núcleo del Instrumento no vinculante sobre todos los tipos de bosques y actúan como marco de referencia para ayudar conseguir el propósito del instrumento.
El 5 de enero de 2012, el Proceso de Montreal, FOREST EUROPE, la Organización Internacional de Maderas Tropicales, y la FAO reconocieron estas 7 áreas y suscribieron una declaración conjunta de colaboración para mejorar mundialmente la recogida y comunicación de datos forestales y evitar la proliferación de requerimientos de seguimiento y cargas administrativas asociadas.

## Enfoque de ecosistema
El enfoque de ecosistema (marco conceptual para resolver problemas del ecosistema a través del razonamiento científico) ha sido prominente en la agenda del Convenio sobre la Diversidad Biológica (CBD por sus siglas en inglés) desde 1995. La definición por el CBD del enfoque de ecosistema y un conjunto de principios para su aplicación se desarrollaron en una reunión de expertos celebrada en Malaui en 1998. A partir de ese momento se conocen como los Principios de Malaui La definición, 12 principios y 5 puntos de "guiado operativo" fueron adoptados por la quinta Conferencia de las Partes (COP5) en 2000. La definición por el CBD del enfoque de ecosistema es:
El enfoque de ecosistema es una estrategia para la administración integrada de tierra, agua y recursos vivientes que promueve la conservación y uso sostenible de una manera equitativa. La aplicación del enfoque de ecosistema ayudará a lograr un equilibrio de los tres objetivos de la Convención. El enfoque de ecosistema se basa en la aplicación de metodologías científicas apropiadas centradas en los niveles de organización biológica, lo que abarca las estructuras, procesos, funciones e interacciones esenciales entre organismos y su entorno. Reconoce que los humanos, con su diversidad cultural, son un componente integral de muchos ecosistemas.
El CBD reconoció en 2004 (Decisión VII/11 de la COP7) a la SFM como un medio concreto para aplicar el enfoque de ecosistema a ecosistemas forestales. Ambos conceptos (SFM y enfoque de ecosistema) pretenden promover prácticas sostenibles —ambiental, social y económicamente— de conservación y gestión, que generen y mantengan beneficios para las generaciones presentes y futuras. En Europa, el MCPFE y el Consejo Paneuropeo para la Estrategia de Diversidad Biológica y Paisajística (PEBLDS por sus siglas en inglés) reconocieron conjuntamente en 2006 que la SFM era compatible con el enfoque de ecosistema.

## Certificación independiente

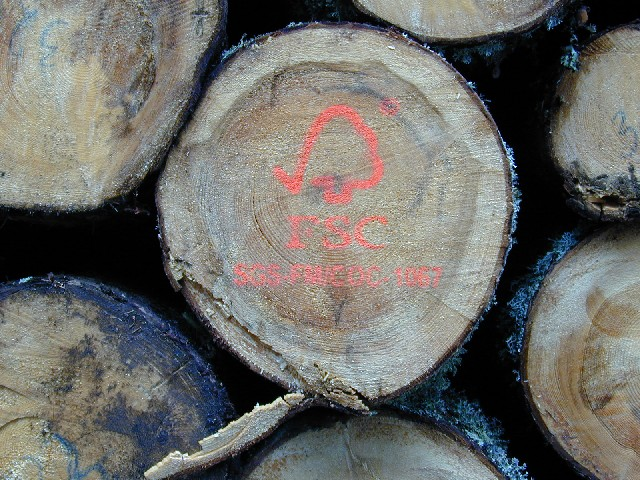
Troncos de abedul certificados en la Selva Negra.

La creciente concienciación medioambiental y la demanda, por parte del consumidor, de empresas más responsables socialmente, ayudaron a que en la década que empezó en 1991 surgiera la certificación forestal por terceros como herramienta creíble para reflejar el impacto ambiental y social de las operaciones forestales.
Hay muchos usuarios potenciales de esta certificación: gestores forestales, científicos, políticos, consumidores empresariales de madera y papel, inversores, defensores del medio ambiente e individuos.
En la certificación por terceros, una organización independiente desarrolla estándares de gestión forestal correcta, y auditores independientes certifican si operaciones forestales (por ejemplo, extracción de madera) cumplen estos estándares. La certificación forestal verifica que los bosques son gestionados correctamente —según un estándar particular— y la certificación de cadena de custodia sigue a los productos de madera desde el bosque certificado, y pasando por todo el procesamiento, hasta el punto de venta.
Este aumento de la certificación hizo que aparecieran varios sistemas diferentes en el mundo. Como resultado, no hay un estándar de gestión forestal mundialmente aceptado, y cada sistema enfoca de modo algo diferente la definición de estándares de SFM.
En su informe anual 2009–2010 sobre el mercado de productos forestales, la comisión económica para Europa de la FAO afirmó que: «Con los años, muchos de los elementos que anteriormente diferenciaban los sistemas (de certificación) han devenido mucho menos distintos. Los mayores sistemas de certificación tienen ahora generalmente los mismos requisitos programáticos estructurales.»
La certificación forestal por terceros es una herramienta importante para quienes desean asegurarse que los productos de papel y madera que compran y usan provienen de bosques correctamente gestionados y legalmente explotados. Incorporar la certificación por terceros al aprovisionamiento de productos forestales puede ser clave para políticas inclusivas sobre papel y madera que tengan en cuenta factores como la protección de valores forestales sensibles (por ejemplo, la biodiversidad), selección cuidadosa de materiales y uso eficiente de productos.
Hay más de 50 estándares de certificación en todo el mundo, que se dirigen a la diversidad de tipos de bosque y coberturas vegetales. En 2017 los dos programas paraguas de certificación mayores del mundo son:
- Programa para el Reconocimiento de Certificación Forestal (PEFC por sus siglas en inglés)
- Consejo de Administración Forestal (FSC por sus siglas en inglés)

El área de bosque certificado en todo el mundo está creciendo despacio. PEFC es el sistema de certificación forestal más grande del mundo, con más de dos tercios del área mundial certificada con sus comparadores de sostenibilidad.
En América del Norte hay 3 estándares de certificación aprobados por PEFC —la Iniciativa de Silvicultura Sostenible, el estándar de gestión forestal sostenible del grupo CSA, y el Sistema Norteamericano de Granjas de Árboles . FSC Tiene 5 estándares en América del Norte —uno en los Estados Unidos y 4 en Canadá.
Aunque se pretende que la certificación sea una herramienta para fomentar prácticas de SFM en todo el mundo, lo cierto es que todavía en 2017 la mayoría de las certificaciones siguen localizándose en Europa y América del Norte. Una barrera significativa para muchos gestores forestales en países en desarrollo es que carecen de la capacidad para ser auditados por un certificador y para mantener sus operaciones en un estándar de certificación.

## Gobernanza forestal

Países que participan en el Programa REDD o en el Fondo Cooperativo para el Carbono de los Bosques (FCPF por sus siglas en inglés)
Participantes en el Programa REDD
Participantes en el FCPF
Participantes en ambos

Aunque la mayoría de bosques continúa siendo propiedad formal de los Estados, la efectividad de la gobernanza forestal es cada vez más independiente de la propiedad formal. Desde el surgimiento de la ideología neoliberal en la década que comenzó en 1981 y la aparición de los retos del calentamiento global, se han presentado pruebas de que el Estado no está gestionando eficazmente los recursos medioambientales. Bajo regímenes neoliberales en los países en desarrollo, el papel del Estado ha disminuido y el mercado asume cada vez más el papel socioeconómico dominante.
Sin embargo las críticas a las políticas neoliberales han sostenido que el mercado no solo es inadecuado para cuidar el medio ambiente, sino que de hecho es una causa mayor de destrucción medioambiental. La Tragedia de los comunes de Hardin (1968) ha mostrado que no se puede dejar que la gente haga lo que desee con la tierra o los recursos medioambientales. Así, la descentralización de la gestión ofrece una alternativa para la gobernanza forestal.
El cambio de responsabilidades —en la administración de los recursos naturales— normalmente del Gobierno central a gobiernos provinciales y locales es, donde se está produciendo, parte de un proceso de descentralización más amplio. Según Rondinelli y Cheema (1983), hay 4 opciones para la descentralización:
(i) Privatización —transferencia de autoridad del Gobierno central a agentes externos a la administración, conocida también como provisión de servicios basada en el mercado;
(ii) Delegación —autoridad local nombrada por el Gobierno central,
(iii) Autonomía (denominada en los textos políticos anglosajones como devolution) —transferencia de la responsabilidad a una autoridad local aceptable, normalmente surgida de elecciones locales; y
(iv) Desconcentración —redistribución de autoridad del Gobierno central a delegaciones locales de ese Gobierno central.
La clave para una descentralización eficaz es aumentar la participación local en la toma de decisiones públicas. En 2000, el informe del Banco Mundial revela que el gobierno local conoce las necesidades y deseos de sus electores mejor que el Gobierno central, y además es más fácil conseguir que los dirigentes locales rindan cuentas de sus actuaciones . En un estudio sobre la selva tropical del oeste africano se afirma que el elemento institucional básico de descentralización —que debería llevar a la eficacia, al desarrollo y a la equidad— son dirigentes a los que se les puedan pedir cuentas o autoridades representativas con poderes discrecionales significativos. Esto resulta coherente con el informe de Banco Mundial de 2000, que afirma que la descentralización debería mejorar la asignación de recursos, la eficacia, la rendición de cuentas y la equidad «porque liga más estrechamente los costes de los servicios locales a sus beneficios».
Razones que sustentan la descentralización forestal:
(i) Los proyectos de desarrollo rurales integrados a menudo fallan porque se han planeado arriba sin tener en cuenta las necesidades y deseos de abajo, los habitantes de la zona.
(ii) El Gobierno central a veces tiene autoridad legal sobre vastas áreas de bosque que no puede controlar, por lo que muchos proyectos en áreas protegidas acarrean importantes conflictos sociales y pérdidas de biodiversidad.
Dentro de la esfera de gestión forestal, la opción de descentralización que se considera más eficaz es la autonomía —la transferencia de la responsabilidad a una autoridad local. Sin embargo el temor a los gobiernos locales no es infundado. A menudo tienen pocos recursos, su personal puede estar poco formado y son a veces capturados por élites locales que favorecen el clientelismo por encima de la participación democrática. Enters y Anderson (1999) consideran desalentador el resultado de proyectos de base comunitaria que pretendían revertir las situaciones creadas por anteriores enfoques centralizados de conservación y desarrollo.
En términos generales, el objetivo de conservación forestal no se ha alcanzado cuando los cambios de uso del suelo han sido impulsados por la demanda de alimento, combustible o beneficio. En cambio, cuando se ha restringido jurídicamente el cambio de uso del bosque natural, como en Costa Rica, se ha conseguido revertir la deforestación. Costa Rica tiene un 54% de cobertura forestal.
Es necesario reclamar con mayor fuerza una mejor gestión forestal, dada la importancia de los bosques para satisfacer las necesidades humanas fundamentales en el futuro, para mantener el ecosistema y la biodiversidad, y para mitigar el calentamiento mundial. Tal reclamación debe ser acompañada de incentivos financieros para los gobiernos de países en desarrollo y, en la gobernanza, de un mayor papel de los gobiernos locales, la sociedad civil, el sector privado y las ONG que representen a las comunidades.
Además de extraer madera (lo que, si se hace correctamente, resulta beneficioso, pues reduce la cantidad de biomasa susceptible de incendiarse) son posibles muchos otros aprovechamientos sostenibles del bosque: pastos, leñas, biomasa, corcho, resina, esparto, frutos forestales, trufas, setas, plantas aromáticas, melíferas, ornamentales, condimentarias o medicinales, turismo, caza y pesca. Aparte de estos usos convencionales, la biotecnología y la nanotecnología han abierto nuevas posibilidades: fibra de carbono derivada de la lignina, nanocelulosa (más fuerte y ligera que el acero) o textiles derivados de la madera que reemplacen al poliéster o al algodón (que necesita grandes cantidades de agua para su cultivo).

### Fondos forestales nacionales
El desarrollo de fondos forestales nacionales es una manera de abordar la SFM. Estos fondos son mecanismos de financiación específicos gestionados por las instituciones públicas cuyo cometido es apoyar la conservación y uso sostenible de recursos forestales. En 2014 había 70 de estos fondos operativos en el mundo.

## Recursos genéticos forestales
El uso apropiado y la conservación a largo plazo de los recursos genéticos forestales es una parte de la SFM. Especialmente en lo que se refiere a la adaptación de los bosques y la gestión forestal al calentamiento mundial. La diversidad genética asegura que los árboles del bosque puedan sobrevivir, adaptarse y evolucionar bajo condiciones ambientales cambiantes. Esta diversidad también contribuye a la vitalidad de los árboles y a la resistencia a plagas y enfermedades. Además tiene una función crucial para mantener la diversidad biológica del bosque, tanto en las especies como en el ecosistema.
Resulta por tanto esencial seleccionar cuidadosamente los brotes de árbol que se van a plantar para favorecer una alta diversidad genética por encima de la consecución de un conjunto uniforme de árboles. Considerar la procedencia de estos brotes también es importante. Por ejemplo los brotes locales pueden no tener la diversidad genética o plasticidad fenotípica para garantizar un buen rendimiento en las condiciones desfavorables de temperatura que causará el calentamiento mundial. Una población diferente —venida de fuera, que haya estado sometida a selección natural bajo condiciones más parecidas a las que se prevén para el sitio que se pretende reforestar— podría resultar más adecuada.

### Iniciativas

#### Naciones Unidas
- Conjunto de herramientas de la FAO para la gestión forestal sostenible
- Foro de Naciones Unidas sobre los Bosques
- Sección maderera y silvícola de la FAO

#### Gobiernos
- Informes del Gobierno de Canadá sobre gestión forestal sostenible utilizando criterios e indicadores Archivado el 15 de diciembre de 2011 en Wayback Machine.
- Compendio de criterios e indicadores de la FAO para gestión forestal sostenible
- El Proceso de Montreal Grupo de trabajo sobre criterios e indicadores para la conservación y gestión sostenible de bosques templados y boreales
- El camino hacia adelante Informe de la FAO acerca de la conferencia internacional sobre la contribución de los criterios e indicadores a la gestión forestal sostenible
- Informe de la FAO con opiniones de expertos sobre criterios e indicadores para gestión forestal sostenible
- Red canadiense de bosques modelo
- Datos de producción maderera en Canadá desde 1957
- Datos silvícolas canadienses desde 1990

#### ONG
- Fundación Runa Promueve la gestión forestal sostenible en la Amazonía.
- Red Europea de Recursos Forestales (FERN por sus siglas en inglés; la palabra fern en inglés significa helecho, planta típica de los bosques)
- Programa para la adopción de esquemas de certificación forestal (PEFC por sus siglas en inglés)
- Programa de marcado de productos forestales de la Asociación Canadiense de Estándares
- Rescate Internacional de la Selva Tropical (RRI por sus siglas en inglés)
- Horizontes Silvícolas Laboratorio de ideas sobre política silvícola que promueve el valor de la silvicultura.
- Proyecto de silvicultura sostenible, enriquecimiento de la selva tropical y emprendimientos tropicales Archivado el 31 de agosto de 2012 en Wayback Machine. Proyecto de demostración de estudiantes portorriqueños.
- Investigación silvícola en el Instituto Internacional para el Medio Ambiente y el Desarrollo
- Corporación para la Silvicultura Sostenible (enlace roto disponible en Internet Archive; véase el historial, la primera versión y la última).
- Fundación Sylva Promueve la gestión forestal sostenible.
- Fundación Irlandesa para la Silvicultura Natural Promueve la gestión forestal sostenible en Irlanda a través de la educación y la demostración.

#### Empresariales
- Gestión forestal sostenible–visión general de las madereras europeas
- Proyecto de empresa forestal sostenible del Consejo Empresarial Mundial para el Desarrollo Sostenible (WBCSD por sus siglas en inglés)
- Comunidades Forestales Vivas

#### Educativas
- Departamento de Gestión de Recursos Forestales de la Universidad de la Columbia Británica (Canadá)
- Grupo de investigación para la gestión forestal sostenible de la Universidad de la Columbia Británica

### Informes nacionales sobre el progreso hacia la gestión forestal sostenible
Los informes están en inglés salvo que se indique otro idioma.
- Argentina (español)
- Australia
- Austria inglés alemán
- Canadá Archivado el 15 de diciembre de 2011 en Wayback Machine.
- Chile (español)
- China (chino)
- Europa (incluida la Federación Rusa)
- Finlandia
- Francia
- Japón inglés japonés
- México (español)
- Nueva Zelanda
- Federación rusa inglés ruso
- Reino Unido Archivado el 3 de marzo de 2016 en Wayback Machine.
- Estados Unidos de América

- Datos: Q47572